# Cap Anson
Adrian Constantine Anson (Marshalltown, Iowa; 17 de abril de 1852- Chicago, Illinois; 14 de abril de 1922), más conocido como Cap Anson, fue un beisbolista y mánager estadounidense. Jugaba en la posición de primera base.
Considerado como una de las primeras estrellas de la historia del béisbol, Anson jugó en la National Association y la Liga Nacional durante 27 temporadas consecutivas. Desarrolló la mayor parte de su carrera en las franquicia de los Chicago Cubs, conocidos en esa época consecutivamente como Chicago White Stockings/Colts, de la que fue mánager y socio minoritario. Guio a su club a cinco banderines de la Liga Nacional en la década de 1880, siendo el primer jugador en la historia en llegar a los 3000 hits. En su carrera de muchos logros se le acredita la invención de los llamados "spring trainings", temporada de entrenamientos que realizan los clubes profesionales de béisbol de los Estados Unidos en zonas cálidas antes del inicio de la temporada regular, iniciativa compartida con el entonces presidente del club de Chicago, Albert Spalding.
En la actualidad su prestigio como jugador se ha visto comprometido por considerásele como uno de los principales impulsores de la segregación racial en el béisbol de las Grandes Ligas que se mantuvo hasta la década de 1940. En ocasiones Anson se opuso a jugar cuando el equipo contrario incluía algún jugador negro.
Luego de su retiro Anson dirigió por poco tiempo a los New York Giants, dirigió varias empresas en Chicago en las que tuvo poca suerte llegando incluso a declararse en quiebra y a perder su participación en los Chicago Cubs. Participó en giras del circuito vaudeville interpretando monólogos y canciones. Anson se casó en 1872 con Virginia Fiegal con quien tuvo 7 hijos, tres de los cuales fallecieron en la infancia.
En 1939 fue elegido como miembro del Salón de la Fama del Béisbol por su trayectoria deportiva.